# Die 13½ Leben des Käpt’n Blaubär
Die 13½ Leben des Käpt’n Blaubär (Untertitel: „Die halben Lebenserinnerungen eines Seebären, mit zahlreichen Illustrationen und unter Benutzung des Lexikons der erklärungsbedürftigen Wunder, Daseinsformen und Phänomene Zamoniens und Umgebung von Prof. Dr. Abdul Nachtigaller.“) ist ein Roman von Walter Moers, der 1999 erstmals erschien. Es ist zugleich der erste auf dem fiktiven Kontinent Zamonien angesiedelte Roman des Autors. Geschildert wird die Hälfte der 27 Leben eines Blaubären, beginnend mit dessen Kindheit. Im Gegensatz zu den Käpt’n-Blaubär-TV-Episoden in der Sendung mit der Maus, in der die Figur erstmals auftrat, ist der Roman nicht primär an Kinder gerichtet.

## Die lexikonartigen Einschübe
Anders als bei der Fernseh-Figur ist die Handlung auf dem fiktiven Kontinent Zamonien angesiedelt, der sich früher auf der Erde befunden haben soll. Hier gehört der Blaubär zur „zamonischen Daseinsform“ der Buntbären. Moers nutzt dieses Buch und den Gang der Handlung, um zahlreiche andere fantasievolle „zamonische Daseinsformen“ vorzustellen. Diese sind wiederum im Lexikon der erklärungsbedürftigen Wunder, Daseinsformen und Phänomene Zamoniens und Umgebung von Prof. Dr. Abdul Nachtigaller (siehe Untertitel) in pseudo-naturwissenschaftlicher Weise beschrieben. Als Vorbild hierfür kann das inzwischen nicht nur „im Brehm“, sondern auch in anderen deutschen Enzyklopädien aufgeführte Morgenstern-Nasobēm (Nasobema lyricum) gelten. Ihren Witz bezieht diese Darstellungsform zunächst daraus, dass der objektive Ton den eindeutig fiktionalen Charakter der Daseinsformen konterkariert. Das Buch bezieht sich damit parodistisch auf die literarische Tradition der fingierten Lexikonartikel.

## Handlung
Der Titel nimmt Bezug auf die 27 Leben, die ein Blaubär hat. Aber nur über die ersten 13½ Leben erzählt der Protagonist. Beschrieben werden aus der Ich-Perspektive des Blaubärs die Ereignisse in 14 Kapiteln (wobei jedes ein bzw. ein halbes Leben schildert).
1. KapitelMein Leben als Zwergpirat
Das erste, woran sich Blaubär erinnert, ist, dass er in einer Nussschale auf einen gigantischen Wasserstrudel mit Namen Malmstrom (nordwestlich von Zamonien) zutreibt. Er wird von Zwergpiraten entdeckt und großgezogen und lernt alles über die Seefahrt.
2. KapitelMein Leben bei den Klabautergeistern
Aufgrund seiner – im Vergleich zu den Zwergpiraten – enormen Größe, die das Schiff früher oder später zum Kentern bringen würde, sehen sich die Zwergpiraten gezwungen, Blaubär auf einer Insel auszusetzen, auf der Klabautergeister hausen. Die Klabautergeister ernähren sich von der Angst möglichst wehrloser Kreaturen. Blaubär gelingt es, durch künstlerisch ausgestaltete Wein-Vorführungen das Wohlwollen der Klabautergeister zu erhalten, und er wird von ihnen geradezu verehrt.
Klabautergeister spielen auf den Klabautermann-Aberglauben an.
3. KapitelMein Leben auf der Flucht
Als ihm das viele Geweine zu viel wird, flieht Blaubär mit einem selbst gebauten Floß von der Klabauterinsel, begegnet auf dem Meer erstmals der Moloch, einem Riesenschiff und macht Bekanntschaft mit den Tratschwellen, äußerst gesprächigen Wellen, die Blaubär das Sprechen beibringen und ihm auch seinen Namen geben. Er begegnet dem Tyrannowalfisch Rex, von dem er beinahe eingeatmet wird, und will sich aus den Harpunen im Rücken des Wals ein neues Floß bauen. In seinem Eifer wirft Blaubär die Harpunen achtlos ins Meer und muss aus eigener Kraft eine nahe gelegene Insel erreichen.
Der Name Tyrannowalfisch Rex ist eine Anspielung auf einen der größten (ehemaligen) Fleischfresser auf dem Land, den Tyrannosaurus Rex.
4. KapitelMein Leben auf der Feinschmeckerinsel
Vom Rücken des Tyrannowalfisch Rex rettet sich der Bär auf die nächste Insel. Auf dieser wachsen allerlei Köstlichkeiten (vergleichbar mit dem Schlaraffenland), daher auch der Name „Feinschmeckerinsel“. Hier führt Blaubär das Leben eines Gourmets, bis er so fett geworden ist, dass er nicht mehr laufen kann. Die Insel entpuppt sich als fleischfressende Pflanze namens Gourmetica Insularis, doch bevor sie Blaubär verschlingen kann, wird er von einem Pterodaktylus Salvatus, einem fliegenden Rettungssaurier namens „Deus X. Machina“, kurz Mac, gerettet.
Das Kapitel ist eine Anspielung auf Gottfried August Bürgers Münchhausens Abenteuer auf der Käse-Insel und Daniel Defoes Robinson Crusoe. Der Name Deus X. Machina ist dabei eine Anspielung auf ein in der griechischen Theatertechnik eingesetztes Mittel, welches dem Protagonisten in nicht selbst lösbaren Situationen oder Konflikten hilft. Heutzutage verbindet man mit Deus ex machina vor allem unerwartete Hilfe oder auch eine Rettung in letzter Sekunde. Die Parallele zum helfenden Charakter des Rettungssauriers ist damit offensichtlich.
5. KapitelMein Leben als Navigator
Auf dem Rücken der rettenden Flugechse reisend, lernt der Blaubär die ganze Welt kennen. Mac, wie sich Deus X. Machina von Blaubär nennen lässt, hat jedoch so schlechte Augen, dass er bei seinen Einsätzen als Rettungssaurier von Blaubär navigiert werden muss. So retten sie unter anderem einige Wolpertingerwelpen, unter denen auch Rumo ist, sowie einen jungen Mann, der die Verlässlichkeit der Rettungssaurier testen will und sich des Öfteren absichtlich in Lebensgefahr begibt. Als Mac nach rund einem Jahr gemeinsamer Zusammenarbeit in Pension geht und sich ins Rettungssaurierseniorenheim Nordend begibt, bringt er Blaubär in die Nachtschule in den Finsterbergen.
6. KapitelMein Leben in den Finsterbergen
Blaubär besucht die Nachtschule von Prof. Dr. Abdul Nachtigaller und lernt dort die beiden Freunde Qwert Zuiopü, einen Gallertprinzen aus der 2364. Dimension, und die Berghutze Fredda kennen, die sich unsterblich in Blaubär verliebt. Als Fredda und wenig später auch Qwert nach Abschluss ihrer Schulzeit die Finsterberge verlassen müssen, ist Blaubär allein mit den neuen Schülern Fogelweide, einem Einhorn, Groot, einem Schweinsbarbaren, und Zille, einem Hempelchen. Kurz bevor auch Blaubär die Schule durch die Finsterberge verlassen muss, wird er von Nachtigaller mit Intelligenzbakterien infiziert, von nun an weiß er die unglaublichsten Dinge und hat eine Art Lexikon im Kopf. Blaubär muss im Stollenlabyrinth umher irren, bis er einen Ausweg findet. Er begegnet Qwert, der vor ihm ins Stollenlabyrinth geschickt wurde, und schubst ihn in ein Dimensionsloch. Danach begegnet Blaubär einem Stollentroll, der ihn in die Irre führt, und einer Finsterbergmade, die, einer Termite ähnlich, die Finsterberge durchlöchert. Durch eines der Löcher, die ins Freie führen, wird Blaubär bei einem Finsterberggewitter herausgespült.
Das Gedicht der Finsterbergmade ist angelehnt an Schillers Das Lied von der Glocke.
Der Name Qwert Zuiopü besteht aus den Buchstaben der obersten Reihe einer deutschen PC- oder Schreibmaschinen-Tastatur, entsprechend erfolgte die englische Übersetzung Qwerty Uiop nach der englischen Tastatur.
7. KapitelMein Leben im Großen Wald
Nachdem Blaubär das Gebirge verlassen hat, irrt er durch den Großen Wald und verfängt sich, aufgrund einer Lockmethode, welche dem Opfer immer das zeigt, was es sich am sehnlichsten wünscht, in einem Netz der Waldspinnenhexe. Blaubär gelingt es jedoch gerade noch rechtzeitig, durch Tränen und Tau den Klebstoff auf dem Netz von seinem Fell zu lösen, und er kann sich befreien. Doch die Spinne ist nicht gewillt, ihre Beute kampflos aufzugeben, und nach einer abenteuerlichen Verfolgungsjagd, bei der Blaubär zeitweise ins Marathonfieber verfällt, stolpert er in ein Dimensionsloch.
8. KapitelMein Leben im Dimensionsloch
Im Zustand der saloppen Katatonie segelt Blaubär durch Raum, Zeit und all die anderen Dimensionen und landet in Qwerts Dimension, wo sein Freund gerade gekrönt werden soll. Aus Angst, dass Qwert in das Dimensionsloch im Thronsaal fällt, läuft Blaubär auf ihn zu, um ihn zu warnen, stolpert jedoch über eine Teppichfalte und erreicht genau das Gegenteil. Um den wütenden Untertanen zu entkommen, springt er ihm kurzerhand hinterher und landet wieder im Großen Wald, aber zu einer anderen Zeit.
Dies erinnert an die Ursprünge der SciFi-Romane Reise zum Mond (Cyrano de Bergerac) und Die Reise zum Mittelpunkt der Erde (Jules Verne).
9. KapitelMein Leben in der Süßen Wüste
Vom Großen Wald aus gelangt Blaubär in die Süße Wüste, die statt aus Sand aus Zucker besteht. Er schließt sich den umherziehenden Gimpeln an, die sich nur von Gimp ernähren und auf der Suche nach der Stadt Anagrom Ataf (rückwärts Fata Morgana), einer halbstabilen Fata Morgana sind. Mit Blaubärs Hilfe bestehen sie einige Gefahren und können schließlich die berüchtigte Stadt „fangen“, indem sie sie bei einer Zuckerschmelze unter Blaubärs Leitung mit dem schmelzenden Zucker am Boden festkleben. Die Gimpel kommen dort mit einheimischen Geistern in einen Konflikt und so lässt Blaubär die Gimpel durch eine List nach einer Stadt namens Tsnips-Eg'N-Rih (rückwärts Hirngespinst) suchen und macht sich selber auf die Reise mit dem Ziel Atlantis.
Das Kapitel ist eine Anspielung auf Frank Herberts Der Wüstenplanet.
10. KapitelMein Leben in der Tornadostadt
Auf seinem Weg nach Atlantis kommt Blaubär an einer Tornadohaltestelle vorbei. Er hält diese für eine Art Bushaltestelle und nicht für das Warnschild, das es eigentlich ist. So wird er von einem riesigen Tornado eingesogen und mitgerissen und landet in einer Stadt, die von alten Männern bewohnt wird, unter anderem auch von dem jungen Mann aus Kapitel 5. Er entdeckt, dass er ebenfalls etwa 100 Jahre gealtert ist. Das hängt mit der Rotation des Tornados zusammen: im Innern ist die Zeit extrem gedehnt, in der Wand jedoch stark komprimiert. Da die Rotation sich einmal im Jahr umkehrt, entkommen Blaubär und auch einige andere Bewohner der Tornadostadt im Moment des Stillstands. Beim Durchgang durch die Tornadowand verjüngen sie sich wieder.
11. KapitelMein Leben im Großen Kopf
Nach seinem Ausstieg aus dem Tornado befindet sich Blaubär noch immer in der Süßen Wüste, ist jedoch schon in der Nähe der Stadt Atlantis. Doch der einzige Eingang in die Stadt ist durch einen Bolloggkopf (ein Bollogg ist eine Art Riese, der von Zeit zu Zeit seinen Kopf ablegt und kopflos weiterwandert), versperrt. Er betritt also den Kopf durch das rechte Ohr und versucht, durch das Gehirn auf die linke Seite zu gelangen, um den Kopf über das linke Ohr zu verlassen. Im Gehirn des Bolloggs trifft er eine schlechte Idee, die ihm zeigt, wie er an eine spezielle Karte des Gehirns kommt. Um diese bezahlen zu können, nimmt Blaubär einen Job als Traumorganist an: Durch Betätigung der „Traumorgel“ träumt der Bollogg und wacht nicht auf. Durch seine Kreativität und sein Geschick auf diesem Instrument erlangt Blaubär eine gewisse Popularität, doch sobald er genug Geld zusammen hat, um die Karte zu bezahlen, verlässt er den Kopf.
12. KapitelMein Leben in Atlantis
Vom Bollogg-Kopf aus begibt sich Blaubär nun in die Hauptstadt Zamoniens, Atlantis, wo er Chemluth Havanna kennenlernt und sich mit Gelegenheitsarbeiten über Wasser hält, bis er in das Geschäft der Lügengladiatoren einsteigt und zum erfolgreichsten Lügengladiator aller Zeiten wird. Doch nach einigen Intrigen wird er am Höhepunkt seiner Karriere gefangen genommen und soll auf die Moloch verbannt werden. Rumo, einer der Wolpertinger, die er im fünften Leben mit Mac gerettet hat, begleitet ihn und Chemluth aus Dankbarkeit jedoch in den Untergrund von Atlantis, wo sie auf Fredda, die Berghutze treffen. Da sich die Stadt Atlantis als gigantisches Raumschiff entpuppt, dessen Start unmittelbar bevorsteht, versucht Blaubär, zum Hafen zu gelangen, um sich per Schiff in Sicherheit zu bringen. Dummerweise lässt er sich den Weg dorthin vom Stollentroll zeigen, der ihn auf die Moloch führt.
Damit soll auf Freiherr von Münchhausen und die Legende um die Stadt Atlantis angespielt werden.
13. KapitelMein Leben auf der Moloch
Die Moloch ist ein gigantisches Sklavenschiff, auf dem zahllose Bären in Knechtschaft gehalten werden. Es wird beherrscht vom Zamomin, dem einzigen denkenden Element. Von Nachtigaller erschaffen, ist es äußerst intelligent, aber auch ausgesprochen größenwahnsinnig und manipulativ. Daher wurde es von seinem Erfinder selbst ins Meer geworfen, um zu verhindern, dass es die Weltherrschaft an sich reißt. Doch nachdem ihm der Aufstieg zum Kapitän der Moloch gelungen ist, kann es nur mehr von Nachtigaller besiegt werden. Nachtigaller trifft reitend auf einer Finsterwolke auf der Moloch ein. Blaubär vernichtet das Zamomin, indem er es in die Finsterwolke wirft. Als die Moloch auf den Malmstrom zusteuert, werden fast alle Passagiere von Pterodaktylen, den Rettungssauriern gerettet. Nur Blaubär stürzt mitsamt dem Schiff in den Mahlstrom. Blaubär trifft auf Qwert, der gerade aus dem Malmstrom kommt, der, wie sich herausstellt, ein Dimensionsloch ist. Die versklavten Bären entpuppen sich als die lange vermissten Buntbären Zamoniens, deren letzter Vertreter Blaubär zu sein glaubte. Er erfährt die Geschichte seiner Herkunft, worauf alle mit Hilfe der Rettungssaurier zum großen Wald fliegen, um diesen wieder zu bevölkern.
13½. KapitelMein halbes Leben in Ruhe
Qwert beschließt, den Dimensionslöchern erst einmal fernzubleiben, und macht mit Blaubär zusammen eine Schule auf. Blaubär schreibt das Lexikon der erklärungsbedürftigen Wunder, Daseinsformen und Phänomene Zamoniens und Umgebung aus seinem Kopf ab, macht es zur Pflichtlektüre des großen Waldes und zieht mit seiner jungen Liebe Avriel zusammen.

## Bedeutung des Buches für die anderen Zamonien-Romane
Moers wählte seine bekannteste Erfindung, die Figur des Käpt’n Blaubär, als Protagonisten seines ersten Romans. Obwohl dieser keinesfalls ein Kinderbuch, sondern ein sich an eine erwachsene Leserschaft richtender Roman ist und die Figur des Zamoniers Käpt’n Blaubär darüber hinaus in vielen Details von seinem berühmten Vorbild abweicht, funktionierte es: Moers hatte auf diese Weise dem Buch zu schneller Popularität verholfen. Der Autor beschloss, ein weiteres Buch zu verfassen, mit dem er an den Erfolg des Blaubärs anknüpfte: Ensel und Krete. Die Struktur der halben Biographie wird von Moers hier wieder aufgegriffen. Das Werk beginnt, wenngleich viele Jahre später, so doch inhaltlich an der Stelle, an der der Blaubär aufhörte, ist also eine Art Fortsetzung. Des Weiteren wird im Nachfolgeroman die Figur Käpt’n Blaubär – in seiner Funktion als Lügengladiator – erwähnt und beurteilt. Auch in seinem dritten Zamonien-Roman, Rumo & die Wunder im Dunkeln, stellt Moers eine Verbindung zu seinem ersten Text her, indem er eine Nebenfigur des Käpt’n Blaubär zur Hauptperson macht: Rumo, den Wolpertinger, dem der Blaubär zusammen mit dem Flugsaurier Deus X. Machina einst das Leben rettete. Die Abenteuergeschichte Rumos ist also eine Biografie, die wir nur lesen können, weil der Blaubär in das Leben des Helden trat. Erst Die Stadt der Träumenden Bücher kann man als „blaubärfrei“ bezeichnen, da die Figur überhaupt nicht mehr – weder direkt noch indirekt – erwähnt wird und die Handlung vorher spielt. Es bleiben dem Leser nur die kleinen intertextuellen Bezüge: So taucht zum Beispiel die Berghutze Fredda als Autorin einer Gedichtsammlung auf, Rumo als Kartenspiel und der Schattenkönig in seinem Spiegelsaal erinnert an König Ludwig II. von Bayern, der bereits im Blaubär als der wahnsinnige König Kivdul II. (rückwärts „Ludvik“!) erwähnt wird.
Doch nimmt dieses dritte Buch, wenn man es als erstes liest (was nicht ungewöhnlich wäre, da die Bücher eigentlich in loser zeitlicher Reihenfolge stehen), den anderen auch ein Stück Spannung: So fragt sich der Leser am Ende des Blaubär-Romans, ob der Blaubär den Einflüsterungen des Zamomins standhalten kann. Das gleiche Schema tritt in Rumo & die Wunder im Dunkeln auf. Auch dort soll Rumo den Machtsuggestionen des Zamomins, dessen erstes „Opfer“ General Ticktack war, erliegen. Eine Szene, die in ihrer ganzen Dimension nur erfassbar ist, wenn der Leser auch den Käpt’n Blaubär kennt. Dieser weiß jedoch bei der Lektüre des Rumo schnell, dass dieser Held sich nicht mit dem Zamomin verbünden wird: Rumo vertritt zu sehr den klassischen „Heldentypus“, dessen Verhalten sich in klaren Entscheidungen und nicht in Ambivalenz äußert.

## Hörbuchproduktionen
Der Roman wurde 2002 von Hessischen Rundfunk als Hörbuch produziert, gelesen von Dirk Bach. 2013 entstand auf Basis der Aufnahmen unter der Regie von Claudia Gehre und Thomas Krüger eine neue Produktion mit Musik von Oskar Sala und neuem Sounddesign. Wolfgang Völz las das Vorwort.

## Textausgaben
- Die 13½ Leben des Käpt’n Blaubär, Eichborn Verlag, Frankfurt a. M. 1999. (Gebundene Ausgabe)
- Die 13½ Leben des Käpt’n Blaubär (Nummerierte Luxusausgabe), Eichborn Verlag, Frankfurt a. M. 1999. (Gebundene Ausgabe)
- Die 13½ Leben des Käpt’n Blaubär, Goldmann Verlag, München 2001. (Taschenbuch-Ausgabe)
- Die 13½ Leben des Käpt’n Blaubär, Eichborn Verlag, Frankfurt a. M. 2006. (Gebundene Sonderausgabe)
- Die 13½ Leben des Käpt'n Blaubär, Albrecht Knaus Verlag, München 2013. (Hardcover, mit Farbillustrationen von Florian Biege)

## Hörbuchausgaben
- Die 13½ Leben des Käpt’n Blaubär, Weltbild, Frankfurt a. M. 2002. (Hörbuch, gelesen von Dirk Bach)
- Die 13½ Leben des Käpt’n Blaubär, Der Hörverlag, 2013 (Neufassung des Hörbuchs, gelesen von Dirk Bach)

## Sekundärliteratur
- Anja Dollinger, Walter Moers: Zamonien. Entdeckungsreise durch einen phantastischen Kontinent. Von A wie Anagrom Ataf bis Z wie Zamomim. Knaus, 2012.
- Magdalena Drywa: Wissen ist Nacht. Konzeptionen von Bildung und Wissen in Walter Moers’ Die 13½ Leben des Käpt’n Blaubär. In: Walter Moers' Zamonien-Romane. Vermessungen eines fiktionalen Kontinents. V&R unipress, Göttingen 2011, S. 173–190.
- Hans-Edwin Friedrich: Erzählen als Lügen: Die 13 ½ Leben des Käpt´n Blaubär von Walter Moers. In: Mitteilungen des Deutschen Germanistenverbandes 2 (2010), S. 148–161.
- Eva Kormann: Seemannsgarn spinnen oder: im Malmstrom des lebensgeschichtlichen Fabulierens. Walter Moers' Variante des Schelmenromans. In: Walter Moers' Zamonien-Romane. 2011, S. 157–171
- Katja Pawlik: Von Atlantis bis Zamonien, von Menippos bis Moers: Die Zamonien-Romane Walter Moers’ im Kontext der menippeischen Satire. Dissertation. Königshausen & Neumann, Würzburg 2016, ISBN 978-3-8260-5899-8.
- Anna Stemmann: Zur Autobiographie eines Seebären. Medialität und Mediengrenzen in und um Zamonien. In: Übergänge und Entgrenzungen in der Fantastik. 2014, S. 551–564.
- Mareike Wegner: »Wissen ist Nacht!«. Parodistische Verfahren in Walter Moers‘ Zamonien-Romanen und in Wilde Reise durch die Nacht. Aisthesis Verlag, Bielefeld 2016, ISBN 978-3-8498-1137-2.